# Anne Marie Rafferty
Anne Marie Rafferty (7 de mayo de 1958), es una enfermera, administradora, académica e investigadora británica. Ejerce como profesora de Políticas de Enfermería; previamente ha sido la decana de la Escuela de Enfermería y Obstetricia Florence Nightingale, en el King's College de Londres. Es una académica del Colegio Real de Enfermería y de la Academia Americana de Enfermería. También dirige la Comisión sobre Enfermería de The Lancet y en 2019 fue elegida como presidenta del Colegio Real de Enfermería hasta 2021. Además, formó parte de la Comisión del Primer Ministro sobre el Futuro de la Enfermería y la Obstetricia de 2009-2010.

## Carrera académica
Rafferty tiene un bachiller universitario en ciencias en Estudios de Enfermería por la Universidad de Edimburgo, una maestría en Cirugía por la Universidad de Nottingham y un doctorado en Historia Moderna por la Universidad de Oxford. Ganó la beca Harkness para estudiar en la Universidad de Pensilvania, donde trabajó junto a Linda Aiken en la reforma de salud de la presidencia de Bill Clinton en el área que respecta a la enfermería.
Las áreas de conocimiento de Rafferty abarcan la historia, las políticas de salud y las investigaciones sobre los servicios de salud. Fue nombrada directora del Centro de Políticas sobre la Investigación en Enfermería, en la Escuela de Higiene y Medicina Tropical de Londres en 1994, y luego, jefa de la unidad de investigaciones sobre el sistema de salud.

## Reconocimientos
En los honores de Año Nuevo de 2008, Rafferty fue nombrada Comendadora de la Orden del Imperio Británico por sus servicios en el área de la salud. Ella es académica del Colegio Real de Enfermería (2002)  y de la Academia Americana de Enfermería. En 2009 dio una conferencia para honrar la memoria de Winifred Raphael en el Congreso del Colegio Real de Enfermería. En 2016 la fundación Sigma la incluyó en su Salón de la Fama de la Sociedad Internacional del Investigador en Enfermería.

## Obras
- Rafferty A. M., Webster, C., Dingwall R. (1988) An Introduction to the Social History of Nursing Routledge, Londres ISBN 0-203-40331-2
- Rafferty A. M. (1996) The politics of nursing knowledge Routledge, Londres ISBN 0-415-11491-8
- Rafferty A. M., Traynor, M. (2002) Exemplary research for nursing and midwifery Routledge, Londres ISBN 0-203-47070-2